# Henry Herbert (4e baron Herbert de Chirbury)
Pour les articles homonymes, voir Henry Herbert et Herbert.
Henry Herbert, 4e baron Herbert de Chirbury (mort en 1691) est un aristocrate, militaire et homme politique anglais.

## Biographie
Il est associé au soulèvement royaliste de George Booth en 1659 et sert sous le duc de Monmouth, comme capitaine d'une troupe de chevaux au service de la France en 1672.
À la mort de son frère Edward Herbert (3e baron Herbert de Chirbury) en 1678, Henry Herbert accède à la baronnie. Il se retire de l'armée, est nommé custos rotulorum de Montgomeryshire le 20 décembre 1679 et rejoint le parti du duc de Monmouth, en opposition à James, duc d'York. Le 5 janvier 1680, il est l'un des pétitionnaires qui demandent la convocation du parlement en vue de l'adoption du projet d'exclusion, et il rejoint plus tard son cousin Henry Herbert (1654-1709) pour promouvoir la Glorieuse Révolution. Il est fait cofferer de la maison de Guillaume III et de Marie II.
Herbert épouse Catherine, fille de Francis Newport (1er comte de Bradford), et est décédé sans descendance en 1691. Il laisse tous ses biens à son neveu Francis d'Oakley Park, Shropshire, fils de sa sœur Florentia ou Florence, et de Richard Herbert de Dolguog. Le fils de Francis Herbert, Henry Arthur Herbert, est créé Lord Herbert de Cherbury et comte de Powis en 1748.